# Firmin Dupulthys
Firmin Dupulthys (Moorslede, 16 juni 1944 - Kortemark, 31 maart 2025)  was een Belgische politicus. Hij was burgemeester van de West-Vlaamse gemeente Kortemark.

## Politieke loopbaan
Firmin Dupulthys is actief in de gemeentepolitiek in Kortemark sedert januari 1983. Eerst was hij lid van de CVP, later voor de lijst NIEUW en de VLD van Aimé Desimpel.
Hij was van 1983 tot 1989 OCMW-voorzitter voor de CVP. Hij werd burgemeester van Kortemark van 1995 tot 2001 voor de VLD, die toen voor het eerst de volstrekte CVP-meerderheid doorbrak.
In 2000 was hij lijsttrekker voor de VLD, waar één zetel winst behaald werd, naar 10 zetels. De CVP hield hun 10 zetels en coalitiepartner SP verloor zijn vierde zetel. Firmin Dupulthys had het grootste aantal naamstemmen, maar toch kwam het burgemeesterschap binnen de partij ter discussie. Coalitiepartner SP ging daarop met de CVP in zee, waar zij voor hun drie verkozenen het burgemeesterschap en twee schepenambten kregen. Later zou hij als onafhankelijke in de gemeenteraad zetelen.
Met de gemeenteraadsverkiezingen van 2006 had Firmin Dupulthys samen met notaris Johan De Cuman de lijst Samen Sterk opgericht. Dit keer waren er, met 2 minder, slechts 21 zetels te verdelen. De lijst Samen Sterk behaalde meteen 6 zetels en sloot een coalitie met Open Vld en Sp.a.
Firmin Dupulthys haalde opnieuw het grootste aantal naamstemmen (1574) en werd opnieuw burgemeester. Op 1 januari 2011 werd hij, volgens overeenkomst van 2006, opgevolgd door schepen Toon Vancoillie (Open Vld) voor de laatste twee jaar van deze legislatuur. Dupulthys werd voorzitter van de gemeenteraad.

## Personalia
Firmin Dupulthys was gehuwd met Hilda Depoortere. Samen hebben zij vier kinderen. Firmin Dupulthys is de broer van Gerard Dupulthys, Honorair Consul voor Suriname.
In 1970 startten beide broers een eigen bedrijf voor de productie van kussens en zetelonderdelen. In 1974 startten zij de productie van zetels. Dupulthys ging in 2003 met pensioen.
Firmin Dupulthys overleed omringd door zijn familie thuis te Kortemark op 31 maart 2025. 